# Gastrotheca pulchra
Espèce
Statut de conservation UICN

 DD  : Données insuffisantes
Gastrotheca pulchra est une espèce d'amphibiens de la famille des Hemiphractidae.

## Répartition
Cette espèce est endémique du Brésil. Elle se rencontre dans les États de Bahia et du Pernambouc.

## Description
Les mâles mesurent de 27,7 à 29,0 mm et les femelles de 3,6 à 34,2 mm.

## Publication originale
- Caramaschi & Rodrigues, 2007 : Taxonomic status of the species of Gastrotheca Fitzinger, 1843 (Amphibia, Anura, Amphignathodontidae) of the Atlantic Rain Forest of eastern Brazil, with description of a new species. Boletim do Museu Nacional, Nova Série, Zoologia, vol. 525, p. 1-19.